# Most Howrah
Most Howrah je uravnotežen konzolni most čez reko Hooghly v Zahodni Bengaliji. Most, ki je bil naročen leta 1943, je bil prvotno imenovan New Howrah Bridge, ker je nadomestil pontonski most na isti lokaciji, ki povezuje mesti Howrah in Kalkuta. 14. junija 1965 so ga preimenovali v Rabindra Setu po velikem bengalskem pesniku Rabindranathu Tagoreju, ki je bil prvi indijski in azijski Nobelov nagrajenec. Še vedno je popularno znan kot most Howrah.
Most je eden od štirih na reki Hooghly in je znan simbol Kalkute in Zahodne Bengalije. Drugi mostovi so Vidyasagar Setu (popularno imenovan Drugi most Hooghly), Vivekananda Setu in relativno nov Nivedita Setu. Dnevno prevaža približno 100.000 vozil in morda več kot 150.000 pešcev, zaradi česar je zlahka najbolj obremenjen konzolni most na svetu. Tretji najdaljši konzolni most v času njegove izgradnje, most Howrah je trenutno šesti najdaljši most te vrste na svetu.

## Zgodovina

### Turnbullov predlog iz leta 1862
Leta 1862 je bengalska vlada zaprosila Georgea Turnbulla, glavnega inženirja East Indian Railway Company, naj preuči izvedljivost premostitve reke Hooghly. Nedavno je ustanovil železniško postajo podjetja v Howrahu. 19. marca je z velikimi risbami in ocenami poročal, da:
- Temelji za most v Kalkuti bi bili na precejšnji globini in stroški bi bili veliki zaradi globine tamkajšnjega blata.
- Ovira pri plovbi bi bila precejšnja.
- Dober kraj za most je bil pri Pulta Ghatu »približno ducat milj severno od Kalkute«, kjer »pod rečno strugo ni bilo globoko ležišče iz trde gline«.
- Idealen bi bil viseči gredni most s petimi razponi po 122 m in dvema razponoma po 61 m.

## Pontonski most
Zaradi naraščajočega prometa čez reko Hooghly je bil v letih 1855–56 imenovan odbor za pregled alternativ za izgradnjo mostu čez reko. Načrt je bil odložen v letih 1859–60, da bi ga ponovno oživili leta 1868, ko je bilo odločeno, da je treba zgraditi most in na novo imenovano skrbniško osebje, ki ga bo upravljalo. Calcutta Port Trust je bil ustanovljen leta 1870 in zakonodajni oddelek takratne bengalske vlade je leta 1871 v skladu z Bengalskim zakonom IX iz leta 1871 sprejel zakon o mostu Howrah, ki je pooblastil namestnika guvernerja, da se most zgradi z vladnim kapitalom pod okriljem pristaniških komisarjev.
Sčasoma je bila podpisana pogodba s sirom Bradfordom Lesliejem za gradnjo pontonskega mostu. Različni deli mostu so bili izdelani v Angliji in poslani v Kalkuto, kjer so bili sestavljeni. Obdobje sestavljanja je bilo polno težav. Most je močno poškodoval veliki ciklon 20. marca 1874. Parnik z imenom Egeria se je zlomil s privezov in čelno trčil v most, potopil tri pontone in poškodoval skoraj 200 čevljev mostu. Most je bil končan leta 1874 s skupnimi stroški ₹ 2,2 milijona in odprt za promet 17. oktobra istega leta. Most je bil takrat dolg 465 m in širok 19 m, z 2 m širokimi pločniki na obeh straneh. Sprva je bil most občasno odpet, da so parniki in druga ladijska vozila lahko vozili skozenj. Pred letom 1906 je bil most razkrit za prehod plovil samo podnevi. Od junija istega leta se je začel ponoči odpirati za vsa plovila, razen za čezoceanske parnike, ki so morali pluti čez dan. Od 19. avgusta 1879 so most osvetljevali z električnimi svetilkami, ki jih je poganjal dinamo na črpalni postaji Mullick Ghat. Ker most ni mogel prenesti hitro naraščajoče obremenitve, so pristaniški komisarji leta 1905 začeli načrtovati nov izboljšan most.

### Načrtovanje in ocenjevanje
Začetni proces gradnje mostu je zastal zaradi prve svetovne vojne, čeprav je bil most delno obnovljen v letih 1917 in 1927. Leta 1921 je bil ustanovljen odbor inženirjev, imenovan Mukherjeejev odbor, ki so ga vodili R. N. Mukherji, sir Clement Hindley, predsednik Calcutta Port Trust in J. McGlashan, glavni inženir. Zadevo so posredovali siru Basilu Mottu, ki je predlagal ločni most z enim razponom. Charles Alfred O'Grady, eden od inženirjev
Leta 1922 je bila ustanovljena komisija za most New Howrah, ki ji je odbor Mukherjee predložil svoje poročilo. Leta 1926 je bil sprejet zakon o mostu New Howrah. Leta 1930 je bil ustanovljen odbor Goode, ki so ga sestavljali S.W. Goode kot predsednik, S.N. Mallick in W.H. Thompsona, da razišče in poroča o priporočljivosti gradnje pomolnega mostu med Kalkuto in Howrahom. Na podlagi njihovega priporočila je M/s. Rendel, Palmer in Tritton so bili naprošeni, naj razmislijo o konstrukciji visečega mostu posebnega dizajna, ki ga je pripravil njihov glavni risar g. Walton. Na podlagi poročila je bil objavljen mednarodni razpis. Najnižjo ponudbo je dalo nemško podjetje, ki pa zaradi naraščajočih političnih napetosti med Nemčijo in Veliko Britanijo leta 1935 ni dobilo pogodbe. Gradbeno podjetje Braithwaite, Burn & Jessop Construction Co. je dobilo gradbeno pogodbo tistega leta. Zakon o novem mostu Howrah je bil spremenjen leta 1935, da bi to odražal, in gradnja mostu se je začela naslednje leto.

## Gradnja
Most nima matic in vijakov, ampak je bil oblikovan s kovičenjem celotne strukture. Porabil je 26.500 ton jekla, od tega je 23.000 ton visoko nateznega legiranega jekla, znanega kot Tiscrom, dobavilo podjetje Tata Steel.
Spet je vmes posegla, tokrat druga svetovna vojna (1939–1945). Vse jeklo, ki naj bi prišlo iz Anglije, je bilo preusmerjeno za vojne napore v Evropi. Od 26.000 ton jekla, kolikor je bilo potrebnih za most, so le 3000 ton dobavili iz Anglije. Kljub japonski grožnji je takratna (britanska) vlada Indije nadaljevala z gradnjo. Vseh 23.000 ton je bilo dobavljenih pravočasno. Izdelava in montažna dela so bila dodeljena lokalnemu inženirskemu podjetju Howrah: Braithwaite, Burn & Jessop Construction Co. Oba sidrna kesona sta bila vsak 16,4 m x 8,2 m, z dvema vodnjakoma 4,9 m kvadratna. Kesoni so bili zasnovani tako, da je bilo mogoče delovne komore znotraj jaškov začasno zapreti z jeklenimi diafragmami, da se omogoči delo pod stisnjenim zrakom, če je potrebno. Keson na strani Kalkute je bil nastavljen na 31,41 m, na strani Howrah pa na 26,53 m pod tlemi.
Neke noči, med postopkom zajemanja blata, da bi se keson lahko premaknil, so tla pod njim popustila in celotna gmota je zdrsnila za dva metra in stresla tla. Vpliv tega je bil tako močan, da ga je seizmograf v Kidderporeju registriral kot potres, hindujski tempelj na obali je bil uničen, in bil pozneje obnovljen. Medtem ko so čistili umazanijo, so prinesli številne različne predmete, vključno s sidri, topovi, topovskimi kroglami, medeninastimi posodami in kovanci iz časov Vzhodnoindijske družbe. Delo pogrezanja kesonov se je izvajalo 24 ur na dan s hitrostjo do 0,3 m ali več na dan. Kesoni so bili potopljeni skozi mehke rečne nanose v trdo rumeno glino 26,5 m pod nivojem tal. Natančnost potopitve ogromnih kesonov je bila izjemno natančna, znotraj 50–75 mm od prave lege. Po vdoru 2,1 m v ilovico so bili vsi jaški po posameznih odvodnjavanjih zamašeni z betonom, v sosednjih jaških je bilo zasutih približno 5 m. Glavni oporniki na strani Howrah so bili potopljeni z odprtim poglabljanjem s kolesi, medtem ko so tisti na strani Kalkute potrebovali stisnjen zrak za preprečevanje tekočega peska. Vzdrževani zračni tlak je bil približno 2,8 bara, kar je zahtevalo okoli 500 zaposlenih delavcev. Kadarkoli je prišlo do premehke zemlje, so jaške, ki so simetrični glede na osi kesona, pustili neizkopane, da bi omogočili strog nadzor. V zelo trdi glini je bilo veliko število notranjih vrtin popolnoma spodrezanih, kar je omogočilo, da je vsa teža kesona nosila trenje zunanjega sloja in ležaj pod zunanjo steno. Slojno trenje na zunanji strani monolitnih sten je bilo ocenjeno na 29 kN/m2, medtem ko so obremenitve na rezalnem robu v glini, ki prekriva osnovno plast, dosegle 100 ton/m. Dela na temeljenju so bila končana novembra 1938.
Konec leta 1940 se je začela montaža konzolnih ročic, ki je bila dokončana sredi poletja 1941. Dve polovici visečega razpona, vsaka dolga 86 m in težka 2000 ton, sta bili zgrajeni decembra 1941. Most je bil postavljen tako, da se je začel pri dveh razpetinah sider in se je pomaknil proti sredini z uporabo žerjavov, ki so se premikali vzdolž zgornje tetive. 16 hidravličnih dvigalk, od katerih je imela vsaka 800-tonsko zmogljivost, je bilo stisnjenih v uporabo, da bi združili obe polovici obešenega razpona.
Celoten projekt je stal 25 milijonov ₹ (2.463.887 GBP). Projekt je bil pionir v gradnji mostov, zlasti v Indiji, vendar vlada ni imela uradne otvoritve mostu zaradi strahu pred napadi japonskih letal, ki so se borila proti zavezniškim silam. Japonska je napadla ZDA v Pearl Harborju 7. decembra 1941. Prvo vozilo, ki je uporabljalo most, je bil samotni tramvaj.

## Opis
Ko je bil leta 1943 naročen, je bil Howrah tretji najdaljši konzolni most na svetu, za Québeškim mostom (549 metrov) v Kanadi in mostom čez zaliv Forth (521 metrov) na Škotskem. Od takrat so ga presegli trije mostovi, zaradi česar je leta 2013 postal šesti najdaljši konzolni most na svetu. Je viseči uravnoteženi konzolni most z osrednjim razponom 1460 m med središči glavnih stolpov in viseči razpon 172 m. Glavni stolpi so 85 m visoko nad monoliti in 23 m narazen na vrhu. Vsaka sidrna kraka merita 99 m, vsaka konzolna kraka pa 143 m. Mostna plošča visi na točkah panelov v spodnjem delu glavnih nosilcev z 39 pari obešalnikov. Ceste za stolpi so podprte s tlemi, tako da so sidrne roke proste obremenitve krova. Sistem palube vključuje prečne nosilce, obešene med pare obešalnikov z zatičasto povezavo. Med prečnimi nosilci je razporejenih šest vrst vzdolžnih tračnih nosilcev. Talni nosilci so prečno podprti na vrvicah, medtem ko sami podpirajo neprekinjen sistem žlebov iz stisnjenega jekla, obložen z betonsko površino.
Za vzdolžno raztezanje in prečno nihanje palube skrbijo dilatacijski in zgibni spoji. Obstajata dva glavna dilatacijska spoja, eden na vsakem vmesniku med visečim razponom in konzolnimi rokami, drugi pa so na stolpih in na vmesniku jeklenih in betonskih konstrukcij na obeh pristopih. Skupno je 8 členkov, po 3 na vsaki konzolni ročici in po 1 v obešenem delu. Ti spoji delijo most na segmente z navpičnimi zatiči med njimi, da olajšajo rotacijsko gibanje krova. Plošča mostu ima vzdolžni naklon 1 proti 40 z obeh koncev, ki ga povezuje navpična krivulja s polmerom 1200 m. Prečni naklon krova je 1 proti 48 med robniki.

## V popularni kulturi
Most je bil prikazan v številnih filmih, kot so film Do Bigha Zamin Bimala Roya iz leta 1953, Bari Theke Paliye Ritwika Ghataka leta 1958, Parash Pathar Satyajita Raya istega leta, Neel Akasher Neechey Mrinala Sene leta 1959, Most Howrah Shaktija Samante (1958), ki je vključeval slavno pesem Mera Naam Chin Chin Chu in China Town (1962) in Amar Prem (1971), Teen Devian Amarja Jeeta iz leta 1965 leta 1965, bengalski film Calcutta 71, ki je prejel državno nagrado leta 1972, Mrinal Sen in njegovo nadaljevanje Calcutta Trilogy leta 1965. 1973, Padatik Richarda Attenborougha z oskarjem leta 1982 nagrajeni film Gandhi, hindujski film Paar Goutama Ghoseja iz leta 1984, Ram Teri Ganga Maili Raja Kapoorja leta 1985, Bengalska noč Nicolasa Klotza leta 1988, angleški film Rolanda Jofféja City of Joy leta 1992, Floriana Gallenbergerja bengalski film Shadows of Time leta 2004, bollywoodski film Mani Ratnam Yuva leta 2004, bollywoodski film Pradeepa Sarkarja 2005 Parineeta, bengalski film Subhrajita Mitre 2008 Mon Amour: Shesher Kobita Revisited, film Mire Nair 2006 The Namesake, Blessyjev film Malayalam Film Calcutta News 2008, Sivakumarjev tamilski film Aadhavan iz leta 2009, hindijski film Imtiaza Alija iz leta 2009 Love Aaj Kal, bengalski film Abhika Mukhopadhyaya iz leta 2010 Ekti Tarar Khonje, bollywoodski film Sujoya Ghosha iz leta 2012 Kahaani, hindijski film Anuraga Basuja iz leta 2012 Barfi!, 2012 bengalski film Riinga Banerjeeja 2012 Basuate Bengalski film Namte Namte in hindujski film Alija Abbasa Zafarja iz leta 2014 Gunday ter izdaja YRF iz leta 2015 iz filma Detektiv Byomkesh Bakshy! režiserja Dibakarja Banerjeeja. Tudi Piku Shoojita sircarja vsebuje nekaj prizorov na tem ikoničnem mostu. Most je bil predstavljen tudi v filmu Gartha Davisa Lev leta 2016, ki je bil nominiran za oskarja. Film Anvite Dutt iz leta 2022 Qala (film) vsebuje nekaj izmišljenih prizorov gradnje mostu Howrah.